# Xanthopimpla appendicularis
Xanthopimpla appendicularis är en stekelart som först beskrevs av Cameron 1899.  Xanthopimpla appendicularis ingår i släktet Xanthopimpla och familjen brokparasitsteklar. Utöver nominatformen finns också underarten X. a. sonani.